# 138. pehotni polk (Italija)
138. pehotni polk Barletta (izvirno italijansko 138º Reggimento fanteria) je bil pehotni polk Kraljeve italijanske kopenske vojske.

## Zgodovina
Med prvo svetovno vojno je bil polk nastanjen na soški fronti.